# NGSI-LD
NGSI-LD — стандарт описания информационной модели и API для публикации, запроса и подписки на контекстную информацию (аббревиатура от ''Next Generation Service Interfaces - Linked Data''). Стандарт предназначен для упрощения открытого обмена структурированной информацией между различными сторонами. Он используется в таких областях приложений, как умные города,    умная промышленность, умное сельское хозяйство,  , а также в областях Интернета вещей,  киберфизических системы, систем систем  и цифровых двойников . 

## Описание
NGSI-LD был принят ETSI (Европейским институтом стандартизации телекоммуникаций) через Группу отраслевых спецификаций управления контекстной информацией по запросу  Европейской комиссии . Его внедрение и развитие изложены в «Плане стандартизации ИКТ» ЕС.  NGSI-LD опирается на многолетний опыт исследований в области систем управления контекстом и моделирования контекста.  NGSI (Next Generation Service Interfaces) - «Интерфейсы служб следующего поколения» основан на наборе спецификаций, первоначально выпущенных OMA, которые включали контекстные интерфейсы.  На основе них была разработала спецификация NGSIv2  Европейским партнерством (FI PPP -  the European Future Internet Public-Private-Partnership), которое породило сообщество FIWARE.
Информационная модель NGSI-LD представляет контекстную информацию в виде объектов, которые имеют свойства и связи с другими объектами. Модель формируется на свойствах графа с семантикой, определенной на основе RDF и структуры семантической сети. Модель можно сериализовать с помощью JSON-LD. Каждому объекту и взаимосвязи присваивается уникальная ссылка IRI в качестве идентификатора, что позволяет экспортировать соответствующие данные в виде связанных наборов данных . Суффикс -LD (linked data) обозначает эту принадлежность к связанному юниверсу данных.

## Структура

### Информационная модель
Информационная модель NGSI-LD  может рассматриваться как первая формальная спецификация модели графа свойств, которая возникла с начала 2000-х годов как неформальная общая модель для графовых баз данных .
Основные концепции:
- Граф свойств — это ориентированный мультиграф, состоящий из узлов (вершин), соединенных направленными связями, где узлы и дуги могут иметь несколько дополнительных присоединенных свойств (т. е. атрибутов).
- Свойства (аналогично атрибутам в объектных моделях) имеют форму произвольных пар ключ-значение. Ключи представляют собой строки символов, а значения — произвольные типы данных. В отличие от графов RDF, свойства не являются дугами графа.
- Отношения — это дуги (направленные ребра ) графа, которые всегда имеют идентификатор, начальный узел и конечный узел.

Метамодель NGSI-LD  определяет основополагающие понятия Сущности, Отношения и Свойства (Entities, Relationships, Properties) на основе RDF / RDFS / OWL и частично на основе JSON-LD .
- Сущность — это информационный представитель чего-то ( референта ), который должен существовать в реальном мире, за пределами вычислительной платформы, использующей NGSI-LD. Этот референт не обязательно должен быть чем-то строго физическим (это может быть юридическое или административное лицо) или самодостаточным (это может быть конструкция распределенного системного уровня). Предполагается, что любой экземпляр такого объекта должен быть однозначно идентифицирован посредством IRI и охарактеризован ссылкой на один или несколько типов объектов NGSI-LD. На языке графов свойств это узел.
- Свойство — это экземпляр, который связывает характеристику, значение NGSI-LD, с объектом NGSI-LD, отношением NGSI-LD или другим свойством NGSI-LD. Свойства свойств явно разрешены и поощряются, например, для выражения точности конкретного измеренного значения.
- Отношения — это направленная связь между субъектом (начальной точкой), которым может быть объект NGSI-LD, свойство NGSI-LD или другое отношение NGSI-LD, и объектом (конечная точка), который является объектом NGSI-LD. Отношение NGSI-LD между свойством и сущностью может, например, использоваться для выражения того, что свойство может быть измерено этим сущностью (объектом измерения).
- Значение — это значение JSON (т. е. строка, число, истинное или ложное, объект, массив) или типизированное значение JSON-LD (т. е. строка как лексическая форма значения вместе с типом, определяемым базовый тип XSD или, в более общем смысле, IRI ) или структурированное значение JSON-LD (т. е. набор, список или строка с языковой меткой).
- Тип — это класс OWL, который является подклассом классов сущности NGSI-LD, отношений NGSI-LD, свойств NGSI-LD или значений NGSI-LD, определенных в метамодели NGSI-LD. NGSI-LD заранее определяет небольшое количество типов, но в остальном открыт для любых типов, определенных пользователями.

Дополняя эту метамодель, спецификация информационной модели NGSI-LD также предоставляет междоменную онтологию , которая определяет ключевые конструкции, связанные с пространственными, временными или системными характеристиками сущностей.
Гибкая информационная модель позволяет специфицировать объект любого типа. Чтобы обеспечить взаимодействие между пользователями NGSI-LD, стандартизированные объекты совместно определяются в программе интеллектуальных моделей данных и предоставляются в ее репозитории с лицензией с открытым исходным кодом.

### Архитектура
Спецификация NGSI-LD состоит из информационной модели и API. API предоставляет функциональные возможности для поддержки архитектурных ролей, описанных ниже.
- Потребитель контекста : Потребитель контекста потребляет объекты NGSI-LD от брокера контекста (или, возможно, непосредственно из источника контекста), используя функции потребления контекстной информации API NGSI-LD. Он может получить конкретный объект NGSI-LD или запросить соответствующие объекты NGSI-LD, используя синхронные запросы. Он также может подписаться на соответствующие объекты NGSI-LD и получать асинхронные уведомления всякий раз, когда происходят изменения в запрошенных объектах NGSI-LD.
- Производитель контекста : Производитель контекста создает, обновляет и удаляет объекты NGSI-LD, свойства NGSI-LD и отношения NGSI-LD в брокере контекста, используя функции предоставления контекстной информации API NGSI-LD.
- Источник контекста : Источник контекста делает объекты NGSI-LD доступными через функции потребления контекстной информации API NGSI-LD. Чтобы сделать информацию доступной для обнаружения для брокера контекста, он регистрирует тип контекстной информации, которую он может предоставить на сервере реестра, используя функцию регистрации источника контекста API NGSI-LD.
- Контекстный брокер : Контекстный брокер действует как основные точки доступа к контекстной информации для потребителей контекста. Информация об объекте NGSI-LD может храниться самим брокером контекста, если она была предоставлена производителем контекста с использованием функций предоставления контекстной информации API NGSI-LD, или брокер может запросить ее у источников контекста, используя потребление контекстной информации. функциональные возможности API NGSI-LD. Брокер контекста агрегирует всю информацию об объекте NGSI-LD, связанную с запросом, и возвращает агрегированный результат потребителю контекста. В случае подписки он отправляет уведомления всякий раз, когда происходят соответствующие изменения, возможно, в результате получения уведомлений от источников контекста. Чтобы найти источники контекста, которые могут иметь объекты NGSI-LD, соответствующие запросу потребителя контекста, брокер контекста использует функцию обнаружения источника контекста API NGSI-LD, реализованную сервером реестра.
- Сервер реестра : Сервер реестра хранит регистрации источников контекста, предоставленные источниками контекста, с использованием функций регистрации источников контекста API NGSI-LD. Регистрации источника контекста содержат информацию о том, какую контекстную информацию может предоставить источник контекста, но не фактические значения. Вид контекстной информации может предоставляться на разных уровнях детализации, начиная от очень подробной информации, например, определенных свойств или взаимосвязей конкретного объекта NGSI-LD, до любой информации о конкретном объекте NGSI-LD или до уровня, который он может предоставить. NGSI-LD Объекты, имеющие определенный тип объекта, возможно, для данной географической области. Функциональность обнаружения источника контекста API NGSI-LD позволяет брокеру контекста (или, возможно, потребителю контекста) находить источники контекста, которые могут иметь соответствующие объекты NGSI-LD.

Архитектурные роли позволяют реализовать различные архитектуры развертывания. В централизованных архитектурах имеется центральный брокер контекста, который хранит контекстную информацию, предоставляемую производителями контекста. В распределенной среде вся контекстная информация может храниться в источниках контекста. В федеративной архитектуре источники контекста снова могут быть брокерами контекста, которые делают доступной агрегированную информацию с более низкого уровня иерархии. Эти архитектуры не являются взаимоисключающими, т.е. в реальном развертывании они могут сочетаться по-разному.

### API
API управления контекстной информацией NGSI-LD  позволяет пользователям предоставлять, потреблять и подписываться на контекстную информацию в нескольких сценариях и с участием множества заинтересованных сторон. Он обеспечивает доступ практически в реальном времени к информации, поступающей из множества различных источников (не только источников данных IoT), называемых источниками контекста, а также публикацию этой информации через совместимые платформы публикации данных.
Он предоставляет расширенные геовременные запросы и включает механизмы подписки, позволяющие потребителям контента получать уведомления, когда контент, соответствующий некоторым ограничениям, становится доступным.
API разработан таким образом, чтобы быть независимым от архитектуры (центральной, распределенной, федеративной или их комбинаций), поэтому приложениям, которые производят и потребляют информацию, не нужно адаптироваться к специфике системы, которая распределяет/посредничает для них контекстную информацию.
Операции API включают в себя:
- Операции с контекстной информацией, связанные с предоставлением (создание объектов NGSI-LD и обновлением их атрибутов), потреблением (запрос объектов NGSI-LD) и подпиской (подписка на конкретную информацию в соответствии с указанными ограничениями для получения уведомлений при появлении соответствующих объектов). несущие указанную информацию).
- Операции с источниками контекста, связанные с регистрацией (сделать новый источник контекстной информации доступным во всей распределенной системе путем его регистрации) и обнаружением (запрос системы о том, какие источники контекста зарегистрировались и предлагают информацию определенного типа).

## Использование
NGSI-LD был инициирован партнерами программы FIWARE и в основном используется сообществом открытого исходного кода FIWARE  при поддержке FIWARE Foundation , а также множеством других проектов и пользователей, таких как ниже:
- Фонд Connecting Europe рекомендует использовать контекстный брокер FIWARE с NGSI-LD.
- Проект Living-in.eu рекомендует использовать NGSI-LD в своей совместной декларации и своих технических обязательствах. [18] Декларация была одобрена и подписана 86 городами и государственными администрациями [19] из ЕС, а также поддерживается многими другими компаниями и организациями. [20]
- «Архитектура платформы больших данных IoT» GSMA основана на NGSI-LD. [21]
- Проект Fed4IoT EU, где он используется в качестве нейтрального формата данных [22] для перевода между различными представлениями данных IoT.
- Платформа цифровых двойников Thing'in от Orange использует NGSI-LD в качестве базовой информационной модели. </link>[ <span title="This claim needs references to reliable sources. (October 2022)">нужна цитата</span> ]

## История
NGSI-LD является результатом эволюции контекстных интерфейсов, которая началась как часть пакета «Интерфейсы служб следующего поколения» (NGSI), опубликованного Open Mobile Alliance (OMA) в 2012 году, который также является источником аббревиатуры NGSI. Пакет NGSI включал NGSI-9 в качестве интерфейса обнаружения объекта контекста и NGSI-10 в качестве интерфейса контекстной информации.  Стандарт NGSI от OMA и его промежуточные разработки основывались на классической модели «сущность-атрибут-значение» и представлении на основе XML. Контекстные интерфейсы NGSI были адаптированы в рамках проекта FI-WARE, который разработал платформу для государственно-частного партнерства европейского будущего в Интернете (PPP). Контекстные интерфейсы OMA NGSI получили привязку HTTP с представлением JSON, называемое NGSIv1, которое включало как NGSI-9, так и NGSI-10. В ходе FI-PPP интерфейсы развились в NGSIv2,  который стал ключевым интерфейсом платформы FIWARE. После окончания FI-PPP в 2016 году платформа FIWARE стала ядром FIWARE Open Source Community, управляемого FIWARE Foundation . В 2017 году была создана Группа отраслевых спецификаций ETSI по сквозному управлению контекстной информацией (ETSI ISG CIM) для развития интерфейса контекстной информации, что привело к созданию NGSI-LD. Ограничения исходной информационной модели привели к спецификации более широкой модели, основанной на графах свойств, явно включающих отношения между сущностями наравне с самими сущностями.

## Внешние ссылки
- Домашняя страница группы ETSI CIM

Реализации в проектах программного обеспечения с открытым исходным кодом
- Орион-ЛД от Фонда FIWARE Foundation
- Скорпион из NEC
- Стеллио из EGM
- Кассиопея из Geonet